# Australische Cricket-Nationalmannschaft in Neuseeland in der Saison 1985/86
Die Tour der australischen Cricket-Nationalmannschaft nach Neuseeland in der Saison 1985/86 fand vom 21. Februar bis zum 29. März 1986 statt. Die internationale Cricket-Tour war Bestandteil der Internationalen Cricket-Saison 1985/86 und umfasste drei Tests und vier ODIs. Neuseeland gewann die Test-Serie 1–0, während die ODI-Serie 2–2 unentschieden endete.

## Vorgeschichte
Beide Mannschaften spielten zuvor ein Drei-Nationen-Turnier in Australien.
Das letzte Aufeinandertreffen der beiden Mannschaften fand zum Beginn der Saison in Australien statt.

## Stadien
Die folgenden Stadien wurden für die Tour als Austragungsort vorgesehen.
| Stadion        | Stadt        | Kapazität | Spiele          |
| -------------- | ------------ | --------- | --------------- |
| Eden Park      | Auckland     | 50.000    | 3. Test; 4. ODI |
| Lancaster Park | Christchurch | 38.628    | 2. Test         |
| Carisbrook     | Dunedin      | 29.000    | 1. ODI          |
| Basin Reserve  | Wellington   | 11.000    | 1. Test; 3. ODI |

## Kaderlisten
| Test | Test | ODI | ODI |
| Neuseeland | Australien | Neuseeland | Australien |
| --- | --- | --- | --- |
| - John Bracewell - Ewen Chatfield - Jeremy Coney - Martin Crowe - Bruce Edgar - Trevor Franklin - Stu Gillespie - Richard Hadlee - Richard Reid - Gary Robertson - Ken Rutherford - Ian Smith - Gary Troup - John Wright | - David Boon - Allan Border - Ray Bright - Simon Davis - Dave Gilbert - Geoff Marsh - Greg Matthews - Craig McDermott - Wayne Phillips - Bruce Reid - Greg Ritchie - Steve Waugh - Tim Zoehrer | - Tony Blain - Bruce Blair - John Bracewell - Ewen Chatfield - Jeremy Coney - Jeff Crowe - Martin Crowe - Bruce Edgar - Stu Gillespie - Evan Gray - Richard Hadlee - Ken Rutherford - John Wright | - David Boon - Allan Border - Ray Bright - Simon Davis - Dave Gilbert - Geoff Marsh - Greg Matthews - Craig McDermott - Wayne Phillips - Bruce Reid - Greg Ritchie - Steve Waugh |

## Tests

### Erster Test in Wellington
| 21. – 25. Februar Scorecard | Wellington (BR) | Australien 435 (146.1) | – | Neuseeland 379-6 (126.3) |
|                             |                 | Remis                  |   |                          |

### Zweiter Test in Christchurch
| 28. Februar – 4. März Scorecard | Christchurch (LP) | Australien 364 (152.4) & 219-7 (94) | – | Neuseeland 339 (107.3) & 16-1 (14) |
|                                 |                   | Remis                               |   |                                    |

### Dritter Test in Auckland
| 13. – 17. März Scorecard | Auckland | Australien 314 (135.3) & 103 (60) | – | Neuseeland 258 (97) & 160-2 (84.4) |
|                          |          | Neuseeland gewinnt mit 8 Wickets  |   |                                    |

## One-Day Internationals

### Erstes ODI in Dunedin
| 19. März Scorecard | Dunedin (CS) | Neuseeland 186-6 (50)          | – | Australien 156 (47) |
|                    |              | Neuseeland gewinnt mit 30 Runs |   |                     |

### Zweites ODI in Christchurch
| 22. März Scorecard | Christchurch (LP) | Neuseeland 258-7 (49/49)       | – | Australien 205 (45.4/49) |
|                    |                   | Neuseeland gewinnt mit 53 Runs |   |                          |

### Drittes ODI in Wellington
| 26. März Scorecard | Wellington (BR) | Neuseeland 229-9 (50)            | – | Australien 232-7 (49.3) |
|                    |                 | Australien gewinnt mit 3 Wickets |   |                         |

### Viertes ODI in Auckland
| 29. März Scorecard | Auckland | Australien 231 (44.5/45)       | – | Neuseeland 187-9 (45/45) |
|                    |          | Australien gewinnt mit 44 Runs |   |                          |